# António Silveira Lopes
António da Silveira Lopes (Fajã dos Vimes, Ribeira Seca, 15 de Dezembro de 1875 — Angra do Heroísmo, 28 de Dezembro de 1963) foi um militar do Exército Português, onde atingiu o posto de coronel e comandante militar de Angra do Heroísmo.
Segundo um diploma publicado Diário do Governo de 17 de Dezembro de 1912, foi nomeado como o oficial encarregado pela instrucção militar preparatória no distrito administrativo de Angra do Heroísmo, sendo então capitão do Estado Maior de Infantaria.
Entre outras funções político-militares de relevo, foi governador civil do Distrito Autónomo de Angra do Heroísmo em 1915 entre 17 de Fevereiro e 24 de Maio de 1915.
Comandou o regimento que estava de guarnição no Castelo de São João Baptista, em Angra do Heroísmo durante a Revolta das Ilhas, em Abril de 1931. Após passar à reserva, dirigiu uma empresa destinada à exibição comercial de filmes, pioneira nesse ramo nos Açores, que realizou um documentário pioneiro sobre a Terceira.